# Palads Hotel Viborg
|  | "Palads Hotel" omdirigerer hertil. For hotellet i København, se Palace Hotel |
Palads Hotel Viborg er et hotel i Sct. Mathias Gade i centrum af Viborg. Hotellet blev indviet i 1935.

## Historie
Hovedbygningen er fra år 1900, men det var først i 1935, der åbnede hotel på adressen. I 1948 købte forældrene til den nuværende ejer hotellet. Sønnen Gerner Bach Nielsen overtog hotellet fra forældrene i 1986.
Hotellet har gennem årene udvidet antallet af værelser og bygninger og har nu også værelsesbygninger i sidegaderne Dumpen og Sparretoftestræde.

## Hands of fame
Palads Hotel har på fortovet foran hovedbygningen og i indgangspartiet omkring 100 støbte håndaftryk fra kendte gæster. Det begyndte med aftrykkene i fortovet, og blandt andet satte Danmarks damehåndboldlandshold deres håndtryk lige inden afrejse til Sommer-OL 1996, hvor de vandt guld i Atlanta.